# Ryan Tveter
Ryan Tveter (New Canaan, Connecticut, 20 de mayo de 1994) es un piloto de automovilismo estadounidense.

## Carrera
A diferencia de la mayoría de los demás pilotos, Tveter no comenzó su carrera en el automovilismo en el karting. Condujo su primera carrera de apertura para el Gran Premio de Canadá de 2011 en una carrera de Fórmula Ford, terminando décimo en un campo con 44 participantes. En 2012, hizo su debut en el campeonato a tiempo completo en el Campeonato Star Mazda, jugando para el Team GDT. Con el quinto lugar en el Edmonton City Centre Airport como el mejor resultado, terminó decimoctavo en el campeonato con 91 puntos después de perderse tres fines de semana de carreras.
Tveter se mudó a Europa en 2013, compitiendo en la Fórmula Renault 2.0 NEC para el equipo Fortec Competition. Con un quinto y cuarto puesto en Spa-Francorchamps como mejores resultados, terminó decimosexto en el campeonato con 87 puntos. También condujo para Fortec en dos fines de semana de carreras de la Eurocup Formula Renault 2.0 en Hungaroring y el Circuito Paul Ricard. Como piloto invitado, un puesto 24 en la primera carrera en Hungaroring fue su mejor resultado.
En el invierno de 2014, Tveter compitió en la Toyota Racing Series, conduciendo para el equipo Giles Motorsport. Subió dos podios en el Highlands Motorsport Park y el Manfeild Autocourse. En parte debido a esto, terminó decimoséptimo en el campeonato con 347 puntos. Al comienzo de la temporada regular, participó tanto en la NEC como en la Eurocup para Josef Kaufmann Racing. En el NEC ocupó el segundo lugar detrás de Seb Morris en el campeonato en el TT Circuit Assen, terminando noveno con 150 puntos. En la Eurocup, anotó un punto en el Moscow Raceway, situándose en el puesto 23 del campeonato tras perderse el último fin de semana de carrera en el Circuito Permanente de Jerez por una lesión en la espalda.
Tveter hizo su debut en la Fórmula 3 en el Campeonato Europeo de Fórmula 3 de la FIA en 2015, jugando para el equipo Carlin. Anotó sus únicos dos puntos de la temporada con un noveno puesto en el Circuit Park Zandvoort, ubicándose en el puesto 23 del campeonato. También compitió ese año en el Masters de Fórmula 3 para Carlin en el que terminó séptimo, y el Gran Premio de Macao para el Team West-Tec F3, en el que no logró llegar a la meta.
Tveter continuó conduciendo en el Campeonato Europeo de Fórmula 3 para Carlin en 2016. Sin embargo, tres fines de semana de carreras antes del final de la temporada, anunció que dejaría el equipo y la clase. Con tres séptimos lugares como mejores finales, terminó decimoséptimo en la clasificación con 25 puntos.
En 2017, Tveter se pasó a la GP3 Series, en la que debutó con el equipo Trident. Tuvo un comienzo de temporada lento, pero luego logró dos podios en Hungaroring y Spa-Francorchamps, terminando octavo en la clasificación final con 78 puntos.
Tveter se mantuvo activo en GP3 para Trident en 2018. Logró dos podios en Silverstone y Spa-Francorchamps, pero por lo demás logró resultados menos consistentes. Con 69 puntos terminó noveno en la clasificación.
En 2019, Tveter comenzó el año sin un asiento de carrera, pero desde el fin de semana de la carrera en el Red Bull Ring ingresó al Campeonato de Fórmula 2 de la FIA en Trident como reemplazo de Ralph Boschung.

## Resultados

### GP3 Series
(Clave) (negrita indica pole position) (cursiva indica vuelta rápida puntuable)

| Año  | Escudería | 1   | 1   | 2   | 2   | 3   | 3   | 4   | 4   | 5   | 5   | 6   | 6   | 7   | 7   | 8   | 8   | 9   | 9   | Pos. | Puntos | Ref.  |
| ---- | --------- | --- | --- | --- | --- | --- | --- | --- | --- | --- | --- | --- | --- | --- | --- | --- | --- | --- | --- | ---- | ------ | ----- |
| 2017 | Trident   | BAR | BAR | SPI | SPI | SIL | SIL | BUD | BUD | SPA | SPA | MNZ | MNZ | JER | JER | YMC | YMC |     |     | 8.º  | 78     | [ 1 ] |
| 2017 | Trident   | 12  | 18  | 5   | 4   | Ret | 13  | 8   | 2   | 6   | 3   | 5   | C   | 12  | 14  | 9   | 2   |     |     | 8.º  | 78     | [ 1 ] |
| 2018 | Trident   | BAR | BAR | LEC | LEC | SPI | SPI | SIL | SIL | BUD | BUD | SPA | SPA | MNZ | MNZ | SOC | SOC | YMC | YMC | 9.º  | 69     | [ 2 ] |
| 2018 | Trident   | 17  | 14  | 11  | 9   | 7   | Ret | 4   | 3   | 5   | 6   | 2   | 8   | 11  | 16  | 19  | 9   | 11  | 5   | 9.º  | 69     | [ 2 ] |

### Campeonato de Fórmula 2 de la FIA
(Clave) (negrita indica pole position) (cursiva indica vuelta rápida puntuable)

| Año  | Escudería | 1   | 1   | 2   | 2   | 3   | 3   | 4   | 4   | 5   | 5   | 6   | 6   | 7   | 7   | 8   | 8   | 9   | 9   | 10  | 10  | 11  | 11  | 12  | 12  | Pos. | Puntos | Ref.  |
| ---- | --------- | --- | --- | --- | --- | --- | --- | --- | --- | --- | --- | --- | --- | --- | --- | --- | --- | --- | --- | --- | --- | --- | --- | --- | --- | ---- | ------ | ----- |
| 2019 | Trident   | SAK | SAK | BAK | BAK | BAR | BAR | MON | MON | LEC | LEC | SPI | SPI | SIL | SIL | BUD | BUD | SPA | SPA | MNZ | MNZ | SOC | SOC | YMC | YMC | 25.º | 0      | [ 3 ] |
| 2019 | Trident   |     |     |     |     |     |     |     |     |     |     | 15  | 16  |     |     |     |     |     |     |     |     |     |     |     |     | 25.º | 0      | [ 3 ] |